# إريك بي نيومان
اريك بي نيومان (بالإنجليزية: Eric Pfeiffer Newman) هو محامي وجمع العملات أمريكي، ولد في 25 مايو 1911 في سانت لويس في الولايات المتحدة، وتوفي في 15 نوفمبر 2017 في كلايتون في الولايات المتحدة.